# Mannequin Two: On the Move
Mannequin Two: On the Move (conocida en español como Atrapa ese maniquí en España y Me enamoré de un maniquí 2 en México) es una película de comedia romántica de 1991 y una secuela de la película Mannequin de 1987. La película está protagonizada por Kristy Swanson como una campesina llamada Jessie que está encantada por el collar mágico de un malvado hechicero, que la congela en la forma de un maniquí de madera. Ella permanecerá congelada durante mil años, o hasta que la persona que será su verdadero amor le quite el collar. En la Filadelfia actual, Jason Williamson (William Ragsdale), un nuevo empleado de los grandes almacenes Prince & Company y descendiente del amor original de Jesse, la libera. Los dos se enamoran evitando al conde Spretzle (Terry Kiser), el descendiente del malvado hechicero.
En esta película apareció el tema principal de la película original «Nothing's Gonna Stop Us Now» de Starship, escrito por Diane Warren y Albert Hammond. La banda sonora original fue compuesta por David McHugh. Aunque la secuela tiene lugar en los mismos grandes almacenes Prince & Company de Filadelfia que la película original, solo los actores Meshach Taylor y Andrew Hill Newman regresaron de la película original. Si bien Taylor retoma el papel de Hollywood Montrose y hace referencia brevemente a haber presenciado un romance similar durante la primera película, no está claro si Newman interpreta el mismo personaje que en la primera película o si está interpretando a un personaje nuevo.

## Argumento
En el año 1391, el príncipe William del pequeño reino germánico de Hauptmann-Koenig se enamora de una campesina llamada Jessie. Al no aprobar el romance, la reina conspira con el hechicero de la corte Spretzel, quien encanta un collar destinado a Jessie. Al ponerse el collar, se transforma en una estatua de madera y la magia impide que William la libere. Le dicen que Jessie quedará congelada durante mil años y que sólo podrá despertar antes si un amor verdadero de otra tierra le quita el collar. Enojado, William declara que el reino también estará maldecido durante mil años. Comienzan lluvias perpetuas.
En 1991, 600 años después, Hauptmann-Koenig es un país pobre que soporta lluvias interminables y dificultades financieras. Jessie se encuentra como pieza de museo en el castillo, donde un guía turístico recita el cuento de hadas de la «campesina encantada». Para impulsar el turismo, el conde Gunther Spretzle envía la estatua para que se exhiba en una espectacular presentación en el escenario de los grandes almacenes Prince & Company en Filadelfia, celebrando la historia y la cultura de Hauptman-Koenig. Spretzle es secretamente descendiente del hechicero y planea usar el cuento de hadas para convertir a Jessie, que pronto despertará, en su esposa y luego escapar a las Bermudas con sus secuaces, usando joyas de la corona robadas para financiar su jubilación.
En el noroeste de Filadelfia, Jason Williamson, un descendiente de William, vive con su madre, que dirige un servicio de búsqueda de parejas. Comienza a trabajar en Prince & Company, donde el gerente de la tienda, el Sr. James, lo nombra asistente del jefe de comercialización visual de Hollywood Montrose, quien dirige la presentación sobre la campesina encantada. Cuando el camión de reparto con los artefactos de Hauptmann-Koenig se estrella sobre el río Schuylkill, Hollywood y James llegan al lugar. Al ver una figura femenina caer al río, Jason la salva, solo entonces se da cuenta de que es la estatua y, sin darse cuenta, le devuelve la vida a Jessie brevemente tocando su collar. Atraído románticamente por Jessie, la lleva a la tienda, donde le quita el collar con facilidad y se sorprende cuando ella cobra vida. Al enterarse de que está en el futuro, Jessie concluye que Jason es William reencarnado. Jason le muestra a Jessie el mundo moderno y tienen un romance vertiginoso, compartiendo sus sentimientos, sueños y culturas entre ellos. A la mañana siguiente, sin darse cuenta de su magia, Jessie se pone de vuelta el collar y vuelve a quedar congelada. Con el corazón roto y sin saber qué hacer, Jason devuelve la estatua a la tienda.
Al admirar el collar de Jessie, Hollywood se lo prueba, convirtiéndose en una estatua y devolviéndole a ella la vida. Jessie va a explorar el centro comercial. Los secuaces de Spretzle encuentran Hollywood, le quitan el collar y luego se apresuran a encontrar a Jessie. La reina de Hauptman-Koenig llama entonces a Spretzle y le advierte que sabe que faltan las joyas de la corona. Jason encuentra Hollywood y explica que Jessie cobró vida; Hollywood le cree porque esto había sucedido dos años antes. Al reconocer a Jason como William reencarnado, Spretzle intenta matarlo. Al ver a los secuaces de Spretzle, Jessie toma un kart y escapa a la casa de Jason, solo para que Spretzle y las autoridades sigan a Jason hasta allí. El conde acorrala a Jessie y le pone el collar. Al verla congelada de nuevo, Jason se da cuenta de que el collar está maldito y exige que se lo quiten. La policía, creyendo que está obsesionado enfermizamente con un maniquí, lo arresta por robo. Spretzle quiere irse con Jessie pero James le recuerda la presentación del día siguiente.
Al día siguiente, Hollywood se viste con su antiguo uniforme del Cuerpo de Marines de los Estados Unidos y engaña a un policía para que libere a Jason bajo su custodia. En la presentación sobre la campesina encantada, Jason le quita el collar a Jessie en el escenario, devolviéndole la vida frente a los espectadores que asumen que es parte del espectáculo. Enfurecido, Spretzle secuestra a Jessie y la obliga a subir a su globo aerostático. Jason lo sigue y luchan. Jessie le pone el collar a Spretzle, repitiendo la antigua maldición. Spretzle, ahora congelado, sale disparado del globo y se hace pedazos en la calle.
Más tarde, en Hauptmann-Koenig, se revela que los pedazos de la estatua de Spretzle fueron vueltos a pegar y la estatua es la nueva pieza central del castillo, inspirando su propio cuento de hadas. Mientras tanto, Jason y Jessie, recién casados, compran un collar nuevo en Prince & Company antes de partir de luna de miel.

## Reparto
- Kristy Swanson como Jessie.
- William Ragsdale como Jason Williamson/Príncipe William.
- Meshach Taylor como Hollywood Montrose/Club Doorman.
- Terry Kiser como el conde Gunther Spretzle/Hechicero.
- Stuart Pankin como el Sr. James.
- Cynthia Harris como la Sra. Williamson/Reina.
- Andrew Hill Newman como Andy Ackerman.
- Robert Pilarski como Bob.

## Producción
La primera película había sido un éxito económico y la productora quería una secuela. Se escribió un guion y David Begelman contrató a Stewart Raffill, que había hecho anteriormente Guerreros del espacio (1984) para Begelman, para que lo dirigiera. Raffill dijo que su filosofía era «simplemente jugar con el humor» y buscar reacciones interesantes a las situaciones. El rodaje tuvo lugar en Filadelfia en los grandes almacenes Wanamaker's. Raffill dijo que «fue un encanto» trabajar con Swanson.

## Recepción
A diferencia de su predecesora, fue una fracaso de taquilla, recaudando poco menos de 4 millones de dólares frente a su presupuesto de 13 millones de dólares.
En Rotten Tomatoes, tiene un índice de aprobación del 13% basado en reseñas de 23 críticos, con el consenso de los críticos siendo «Repleta de chistes cliché y emplazamiento de productos flagrante, Mannequin: On the Move es aún más sin vida que su lamentable predecesora». El público encuestado por CinemaScore le dio a la película una calificación de «B» en una escala de A+ a F. Esta secuela fue calificada como «una de las peores secuelas jamás realizadas».
Variety le dio una crítica negativa: «Fueron necesarios cuatro escritores para luchar con otra idea de por qué un maniquí cobraría vida en unos grandes almacenes y qué pasaría si lo hiciera». Kevin Thomas, del Los Angeles Times, la llamó «aún más débil que la original» e «insulsa en extremo».
David Cornelius de DVD Talk la calificó de «tan lamentablemente incompetente como su predecesora».

## Medios domésticos
Mannequin Two: On the Move fue lanzada por primera vez en VHS y LaserDisc en 1992 por Live Home Video. MGM Home Entertainment lanzó la película en DVD por primera vez el 16 de enero de 2008 como parte de un conjunto de dos discos como doble programa con la primera Mannequin como primer disco. Mannequin Two: On the Move fue lanzada en Blu-ray por primera vez por Olive Films (bajo licencia de MGM) el 22 de septiembre de 2015.